# Treize à la douzaine (film, 1950)
Pour le roman, voir Treize à la douzaine (roman).
Pour les articles homonymes, voir Treize à la douzaine.
Série Treize à la douzaine
Six filles cherchent un mari
(1952)
Pour plus de détails, voir Fiche technique et Distribution.
Treize à la douzaine (Cheaper by the Dozen), est un film américain en Technicolor réalisé par Walter Lang, sorti en 1950.
Il s'inspire du livre autobiographique du même nom de Frank B. Gilbreth Jr. et Ernestine Gilbreth Carey écrit en 1948, et qui raconte leur enfance dans une famille américaine de douze enfants au début du XXe siècle.
À la suite du succès de Treize à la douzaine, les écrivains Gilbreth ont écrit une suite, elle aussi adaptée au cinéma, en 1952, sous le titre Six filles cherchent un mari.
Un remake Treize à la douzaine est sorti en 2003 avec Steve Martin.

## Synopsis
Dans l'Amérique de 1920, la vie quotidienne d'une famille nombreuse de douze enfants, avec un père ingénieur qui cherche à tout rentabiliser, le temps et les courses.

## Fiche technique
Sauf indication contraire, les informations mentionnées dans cette section peuvent être confirmées par les bases de données cinématographiques IMDb et Allociné,  présentes dans la section « Liens externes ».
- Titre original : Cheaper by the Dozen
- Titre français et québécois : Treize à la douzaine
- Réalisation : Walter Lang
- Scénario : Lamar Trotti, d'après le roman de Frank B. Gilbreth Jr. et Ernestine Gilbreth Carey
- Musique : Cyril J. Mockridge
  - Orchestration : Herbert W. Spencer
  - Directeur musical : Lionel Newman
- Direction artistique : Leland Fuller et Lyle Wheeler
- Décors : J. Watson Webb Jr.
- Costumes : Edward Stevenson
- Maquillage : Ben Nye
- Photographie : Leon Shamroy
- Son : Roger Heman Sr. et E. Clayton Ward
- Montage : J. Watson Webb Jr.
- Production : Lamar Trotti
- Société de production : Twentieth Century Fox
- Société de distribution : Twentieth Century Fox
- Budget : 1,7 million de $[1]
- Pays de production :  États-Unis
- Langue originale : anglais
- Format : couleur (Technicolor) — 35 mm — 1,37:1 (Format académique) — son Mono (Western Electric Recording)
- Genre : comédie, drame, film autobiographique
- Durée : 86 minutes
- Dates de sortie[2] :
  - États-Unis : 5 avril 1950
  - France : 30 mai 1950[3]
- Classification :
  - États-Unis : approuvé (Approved)
  - France : tous publics[4]
- Affiches : Boris Grinsson, Roger Soubie (France)

## Distribution
- Clifton Webb (V.F : Richard Francoeur) : Frank Bunker Gilbreth
- Jeanne Crain (V.F : Sylvie Deniau) : Ann Gilbreth
- Myrna Loy : Mrs. Lillian Gilbreth
- Betty Lynn : Deborah Lancaster
- Edgar Buchanan  (V.F : Paul Ville) : Dr Burton
- Barbara Bates : Ernestine Gilbreth
- Mildred Natwick : Mrs. Mebane
- Sara Allgood : Mrs. Monahan
- Walter Baldwin : Jim Bracke
- Betty Barker : Mary Gilbreth
- Benny Bartlett (en) : Joe Scales
- Lovyss Bradley : Professeur
- Patti Brady : Martha Gilbreth
- Virginia Brissac : Mrs. Benson
- Ken Christy (en) : Jed - Delivers Telegram
- Denise Courtemarche : Jane - 1 an
- Ted Crane : Rôle de passage
- Dulcie Day : Infirmière
- Teddy Driver : Dan Gilbreth
- Billy Engle (en) : Coursier
- Mary Field : Professeur de musique
- Anita Gegna : Assistant Principal
- Vincent Graeff : Facteur avec lettre express
- Eula Guy : Professeur
- Craig Hill : Tom Black
- Ralph Hodges : Rôle de passage
- Jimmy Hunt : William Gilbreth
- Jane Lee : Professeur
- Caryl Lincoln : Professeur
- Roddy McCaskill : Jack Gilbreth
- Eleanor Moore : Professeur
- Carol Nugent (en) : Jeune fille
- Carole Nugent : Lillie Gilbreth
- Peggy O'Connor : Rôle de passage
- Ramona Oliver : Infirmière
- Norman Ollestad : Frank Gilbreth, Jr.
- Frank Orth : Higgins
- Joyce Otis : Rôle de passage
- Cynthia Pepper : Une des filles qui regarde par la fenêtre
- Jeff Richards : Rôle de passage
- Syd Saylor : Plombier
- Harmon Stevens : Rôle de passage
- Anthony Sydes : Fred Gilbreth
- Lyn Thomas : Fille sur la plage
- Tina Thompson : Jane - 2 ans
- Evelyn Varden : Principale de l'école
- Lillian West : Rôle de passage
- Judy Ann Whaley : Denise bébé
- Hank Wise : Agent de la circulation

## Récompense
- Laurel Awards : meilleur acteur de comédie pour Clifton Webb[5].

## Éditions en vidéo
En France, le film Treize à la douzaine de 1950 est sorti en DVD le 21 mars 2007.